# Hermann Witte (Geistlicher)

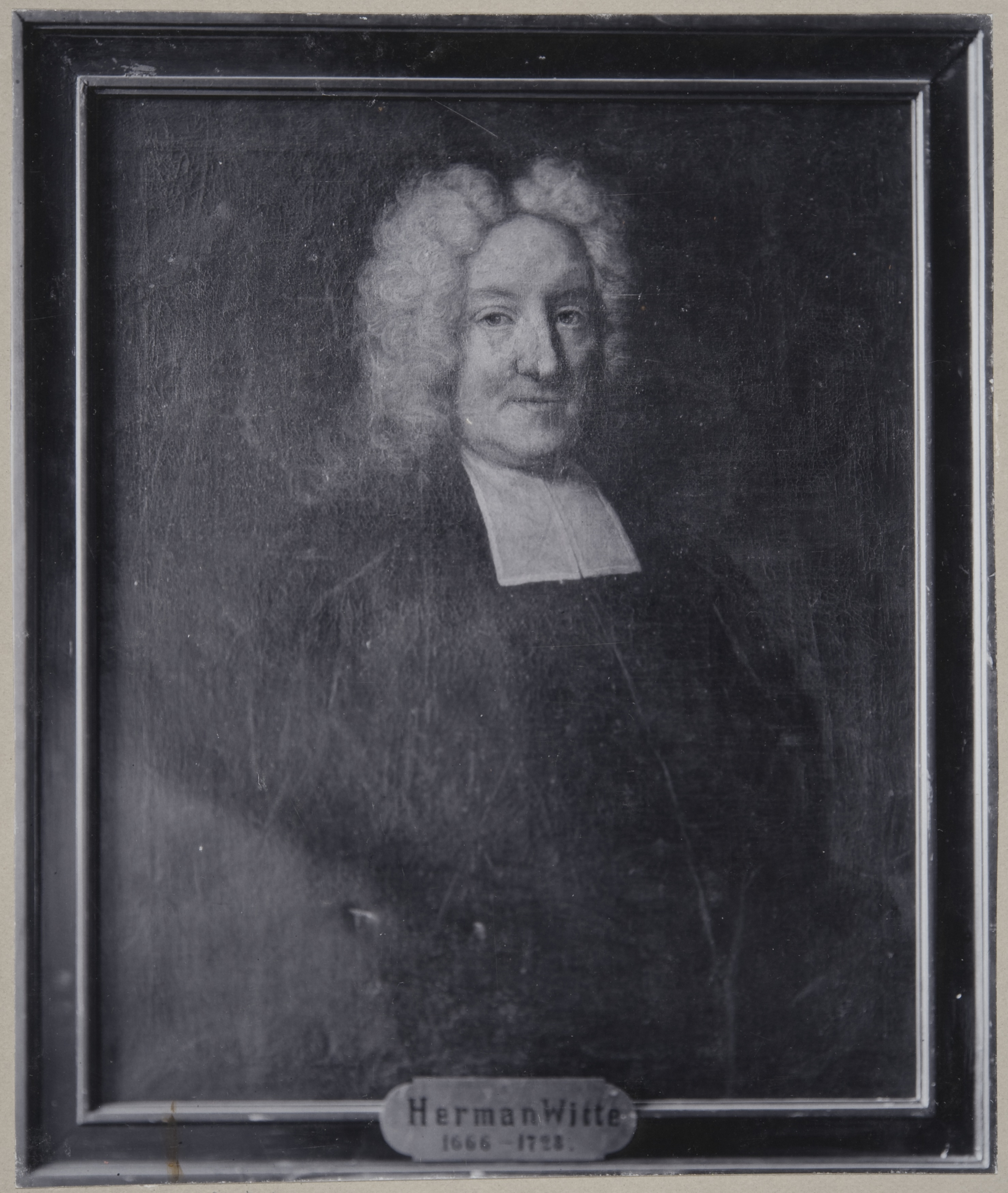
Herman Witte, porträtiert von Johan Henrik Scheffel

Hermann Witte, auch Herman Witte (* 7. Dezember 1666 in Dünamünde; † 24. März 1728 in Åbo), war ein deutschbaltischer evangelischer Geistlicher.

## Leben

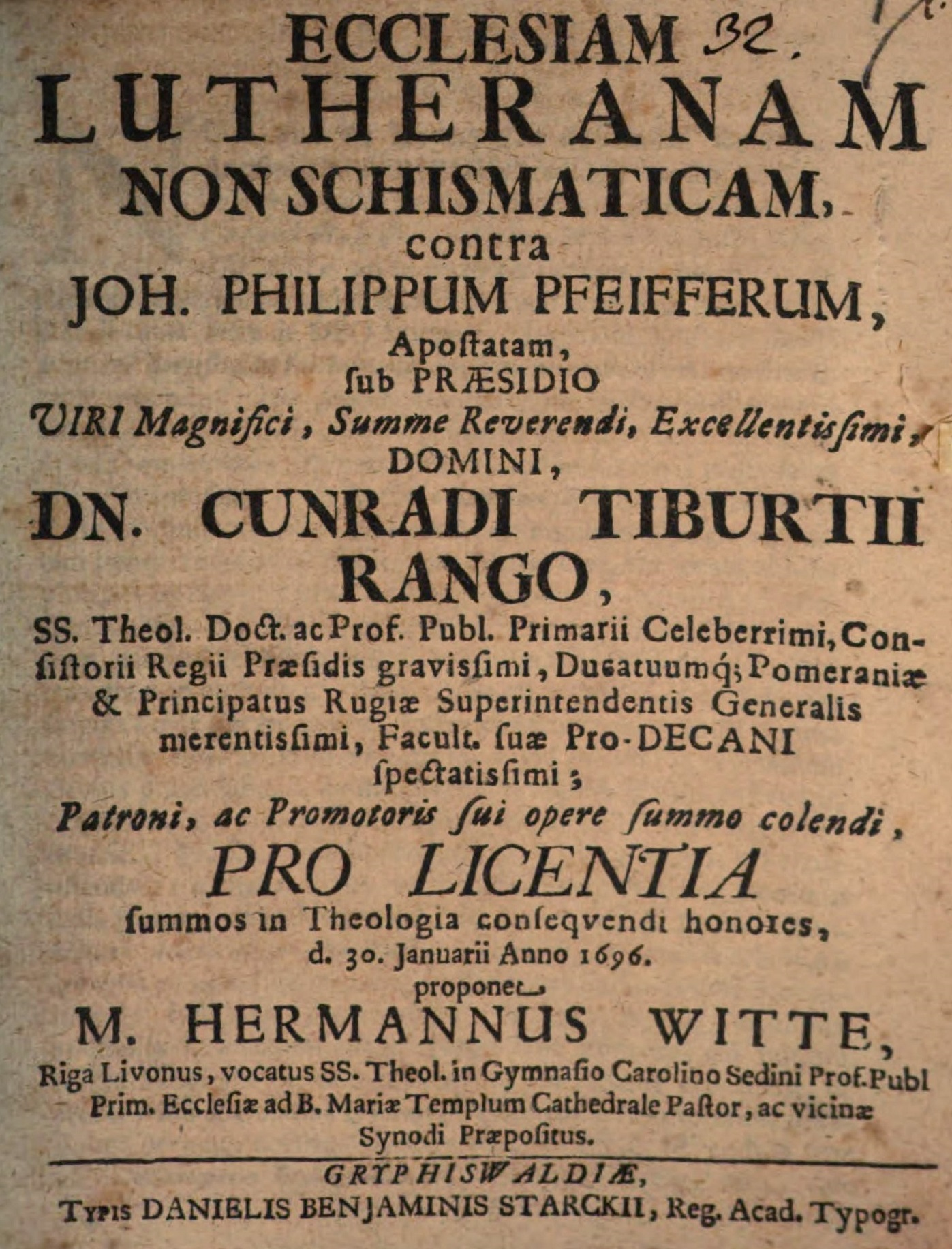
Wittes Doktorthesen, Greifswald 1696

Geboren als Sohn eines Zollinspektors in Dünamünde in Schwedisch-Livland, besuchte Witte das Lyzeum in Riga und studierte ab 1688 an der Universität Wittenberg, wo er 1692 wegen Streitsucht relegiert wurde, und anschließend an der Universität Greifswald. Dann wirkte er kurzzeitig als Professor an der Academia Gustaviana in Dorpat, wurde aber 1695 zum Pastor an der Marienkirche in Stettin in Schwedisch-Pommern, Propst der Alt-Stettinischen Synode und Lehrer am Gymnasium Carolinum berufen. 1696 wurde er an der Universität Greifswald mit Thesen gegen Johann Philipp Pfeiffer zum Dr. theol. promoviert.
Im Jahre 1707 ging er in seine Heimat Livland zurück, wo er Pastor in Arensburg auf der Insel Ösel, Superintendent und Präsident des Öselschen Konsistoriums wurde. Als im Verlauf des Großen Nordischen Krieges die Insel Ösel 1710 von Russland eingenommen wurde, ging Witte in die schwedische Hauptstadt Stockholm. Eine Berufung zum Bischof von Växjö zerschlug sich wegen mangelnder Schwedischkenntnisse, aber er wurde Hofprediger bei der Prinzessin (und späteren Königin) Ulrika Eleonore. 1717 erwirkte er für seine Frau und seine Töchter den Adelsstand mit dem Namen von Witten.
Nachdem Bischof Johannes Gezelius der Jüngere 1718 gestorben war, versammelte sich das Domkapitel von Åbo (Turku in Finnland) wegen der russischen Besatzung Finnlands in Stockholm, um einen Nachfolger zu wählen. Zuerst war Gezelius' Neffe Johannes Gezelius der Jüngste Favorit, der aber 1721 zum Bischof von Viborg bestimmt wurde. Nach längeren Auseinandersetzungen wurde Witte im September 1721 zum Bischof von Åbo ernannt und am 8. Oktober 1721 von Erzbischof Mattias Steuchius in Uppsala geweiht. Er führte die Geschäfte jedoch zuerst von Schweden aus und segelte erst im Juni 1722 nach Åbo. Durch Visitationen stellte er die kirchliche Ordnung im Land wieder her und bekämpfte vor allem den Pietismus. Als Bischof war Witte auch Prokanzler der Akademie zu Åbo, die nach der kriegsbedingten Schließung im November 1722 wieder eröffnet wurde. An den Schwedischen Reichstagen 1723 und 1726–1727 nahm er als Vertreter des Pfarrerstandes teil.